# 归来曲
〈归来曲〉，古琴曲。收錄於《二香琴譜》、《雙琴书屋琴谱》、《樂山堂琴譜》、《琴學軔端》、《友石山房琴谱》等。

## 解題
《友石山房琴谱》：「是曲覓於《太古遺音》，再見於《二香亭》，《德音堂》，點數不同，音韻各異，余參三譜而酌之，殊覺指法簡凈，音莭和平，洵雅曲也。」